# Яновская кавалькада

Почтовая марка ГДР 1982 года выпуска, посвящённая Яновской кавалькаде

Яно́вская кавалька́да (в.-луж. Janske jěchanje, н.-луж. Jańske rejtowanje) — серболужицкий народный обычай, который в отличие от Пасхальной кавалькады, связан с празднованием Ивана Купалы. В настоящее время обычай почти исчез и сохранился только в одной серболужицкой деревне Козле около Дребкау, Нижняя Лужица. В 1982 году в честь праздника почта ГДР выпустила почтовую марку, посвящённую Яновской кавалькаде.

## Описание
Обычай связан с древним славянским культом плодородия. Главным персонажем праздника является большая фигура всадника, который считается святым Иоанном, символизирующим плодородие и жизнь. Фигуру украшают красочной цветочной одеждой и на её голову водружают цветочную корону с гирляндами, закрывающую почти всё лицо фигуры. Для украшения используются большое количество соцветий васильков, кувшинок, гвоздик и других цветов. Это украшение делается девушками за несколько дней до праздника. В день праздника фигуру до полудня украшают и после несут в начале процессии всадников на специально приготовленное поле, где устраивается соревнование. Фигура устанавливается на специальном месте и на противоположном от неё месте поля выстраиваются всадники, которые по специальной команде устремляются перед зрителями к фигуре, чтобы сорвать с неё как можно больше цветов. Считается, что количество сорванных с фигуры цветов определяет удачу в следующем году. Вечером девушки устраивают своё празднество, украшая повторно фигуру своими цветами.